# Jacek Troshupa
Jacek Deniz Troshupa (ur. 4 października 1993 w Rykach) – piłkarz grający na pozycji bramkarza. Posiada obywatelstwo Polski i Kosowa.

## Kariera piłkarska
Piłkarską karierę rozpoczął w MKS Ryki. W 2016 reprezentował barwy Skënderbeu Korçë, gdy zespół ten zdobył mistrzostwo Albanii. Trpshupa nie zagrał w tym sezonie ani jednego spotkania. Raz był na ławce rezerwowych. W 2019 zdobył mistrzostwo oraz Puchar Kosowa z KF Feronikeli. Wystąpił też w trzech spotkaniach eliminacji Ligi Mistrzów.
W 2020 trafił do Stomilu Olsztyn. W grudniu olsztyński zespół wystawił go na listę transferową. W czerwcu 2021 klub poinformował, że kontrakt z piłkarzem zostaje rozwiązany.